# Банка на Израел
Банката на Израел (на иврит: בנק ישראל) е централната банка на Израел.
Намира се в Йерусалим, има клон в Тел Авив. Сегашният управител е Стенли Фишер.